# Méautis
Méautis ist eine französische Gemeinde mit 648 Einwohnern (Stand 1. Januar 2022) im Département Manche in der Region Normandie. Sie gehört zum Arrondissement Saint-Lô und zum Kanton Carentan-les-Marais.

## Geografie
Méautis liegt auf der Halbinsel Cotentin im Regionalen Naturpark Marais du Cotentin et du Bessin.
Angrenzende Gemeinden sind Auvers, Carentan les Marais und Terre-et-Marais.

## Geschichte
Kurz nachdem die Gemeinde im Zweiten Weltkrieg befreit wurde, baute das 840. Pionierbataillon der United States Army Air Forces bis Mitte August 1944 einen Flugplatz. Der Flugplatz diente als Basis der mit Republic P-47 "Thunderbolt" ausgerüsteten des 50th Fighter Group. Als Paris befreit wurde, wurde die Gruppe nach Orly bei Paris verlagert.

## Bevölkerungsentwicklung
| Jahr      | 1962 | 1968 | 1975 | 1982 | 1990 | 1999 | 2010 | 2018 |
| Einwohner | 543  | 522  | 504  | 548  | 556  | 642  | 651  | 647  |

## Sehenswürdigkeiten

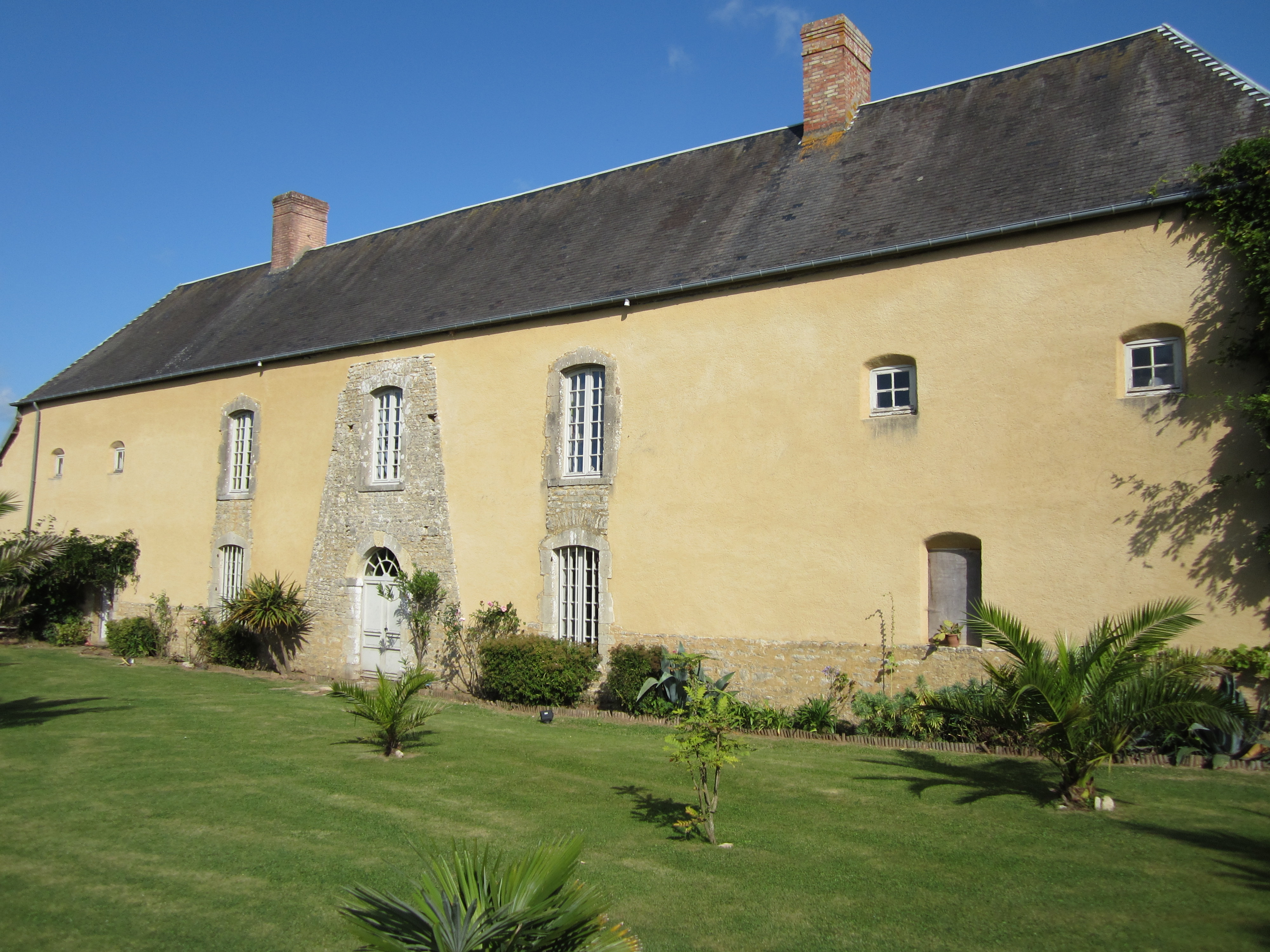
Gutshaus von Donville

- Kirche Saint-Hilaire im gotischen Stil.
- Kirche von Donville (aus dem 13. Jahrhundert) die Saint Clément gewidmet ist. Die Kapelle beherbergt eine verstümmelte Jungfrau, die als Gegenstand unter Denkmalschutz steht[2].
- Gutshaus von Donville, das mit der Lehmwellerbau-Technik im 17. Jahrhundert erbaut wurde, und das 2011 in die Liste der historischen Denkmäler aufgenommen wurde[3].
- Gedenktafeln zu Ehren von General Theodore Roosevelt junior[4].
- Croix de Méautis (deutsch: Kreuz von Méautis). Während der Schlacht um Carentan hatten ungefähr Hundert Leute Zuflucht in Méautis gefunden[5].

## Wirtschaft
In Méautis und im benachbarten Auvers wird ein aus 4 Windrädern bestehender Windpark betrieben.

## Persönlichkeiten
Der US-amerikanische General Theodore Roosevelt junior (1887–1944) starb an einem Herzanfall im Pfarrhaus, das zu seinem Hauptquartier geworden worden war. Er war am 12. Juli 1944 damit beschäftigt, die harten deutschen Angriffe abzuwehren. Er ist im US-amerikanischen Friedhof in Colleville-sur-Mer begraben.